# Chiara Beccari
Chiara Beccari (San Marino, 27 september 2004) is een voetbalspeelster uit Italië. Ze speelt als aanvaller voor Juventus FC in de Serie A.

## Clubcarrière
Beccari maakte van 2012 tot en met 2019 deel uit van de jeugdopleiding van San Marino. Vanaf 2018 was ze ook onderdeel van de hoofdmacht van de club uit de dwergstaat. Een jaar later sloot ze zich aan bij het onder 19 team van Juventus FC. Sinds 2021 was ze onderdeel van de hoofdmacht van de club uit Turijn in de Serie A. Voorafgaand aan het seizoen 2022/23 werd ze verhuurd aan FC Como. In het volgende seizoen volgde een nieuwe verhuurbeurt aan US Sassuolo. In het seizoen 2024/25 is ze teruggekeerd in Turijn en heeft ze een vaste basisplaats afgedwongen.

## Statistieken
| Seizoen | Club        | Land   | Competitie | Wedstrijden | Doelpunten |
| ------- | ----------- | ------ | ---------- | ----------- | ---------- |
| 2021/22 | Juventus FC | Italië | Serie A    | 2           | 0          |
| 2022/23 | FC Como     | Italië | Serie A    | 21          | 5          |
| 2023/24 | US Sassuolo | Italië | Serie A    | 21          | 5          |
| 2024/25 | Juventus FC | Italië | Serie A    | 20          | 3          |
| Totaal  | Totaal      | Totaal | Totaal     | 64          | 13         |

Laatste update: 12 april 2025

## Interlandcarrière
Beccari maakte haar debuut voor het Italiaanse nationale team door in de basis te starten in een vriendschappelijke wedstrijd tegen Colombia. In deze wedstrijd gaf ze de assist op een doelpunt van Valentina Giacinti en werd ze in de 74ste minuut gewisseld voor Valentina Bergamaschi.
Op 2 juli 2023 werd Beccari opgenomen in de selectie van Italië voor op het WK 2023 in Australië en Nieuw-Zeeland. Hier was de groepsfase het eindstation voor Italië na een nederlaag tegen Zuid-Afrika. Beccari kwam in alle drie de groepswedstrijden in actie.